# Efekt Helmholtza-Kohlrauscha

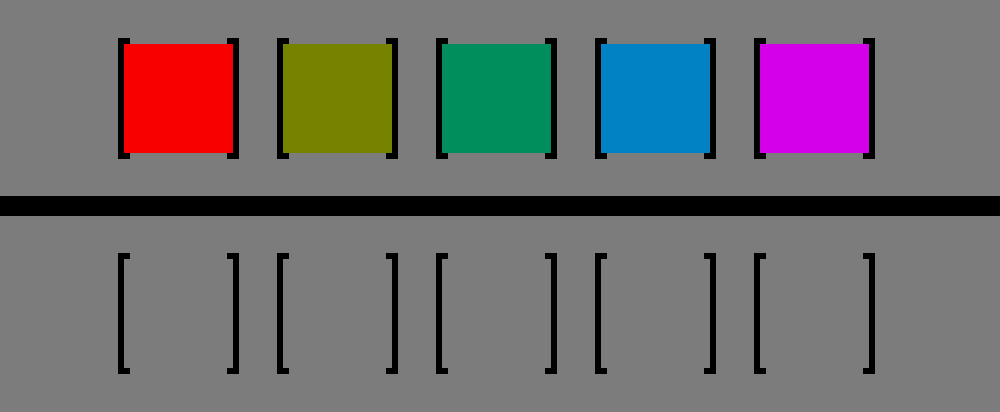
Przykład efektu Helmholtza-Kohlrauscha. W górnym wierszu znajdują się kolory o tej samej luminancji, co pokazano w dolnym wierszu konwertując je do skali szarości. Mimo równej luminancji, percepcja jasności dla zaprezentowanych barw jest różna, przykładowo próbka żółta wydaje się ciemniejsza, a czerwona i magenta jawią się jako jaśniejsze.

Efekt Helmholtza-Kohlrauscha – efekt w widzeniu fotopowym polegający na zwiększaniu postrzeganej jasności barwy wraz ze wzrostem jej czystości (przybliżaniem się barwy do barwy spektralnej), przy stałej luminancji obserwowanej barwy. Spośród próbek różnych barw o tej samej luminancji, różniących się nasyceniem, najjaśniejsza będzie się wydawać próbka najbardziej spektralna.
Efekt stanowi jedną z ilustracji niepercepcyjności luminancji w przestrzeni CIE XYZ.
Efekt Helmholtza-Kohlrauscha nie jest uwzględniony w modelu CIECAM02.
Nazwa efektu pochodzi od Hermanna von Helmholtza oraz Rudolpha Hermanna Arndta Kohlrauscha.